# 輿水肇
輿水肇（こしみず はじめ、1944年6月1日 - 2020年2月29日）は、日本の緑化造園学者。元明治大学農学部教授。農学博士（東京大学・1976年）。専門は運動場芝生や人工地盤などにおける緑化植物の植栽研究など。
公益財団法人都市緑化機構代表理事・理事長。自然環境共生技術協会会長。TOKYO GREEN 2020推進会議会長。
(社)日本緑化工学会会長、(財)都市緑化技術開発機構評議員、(財)国立公園協会理事、(財)日本緑化センター理事、(社)日本公園緑地協会公園緑地研究所長、日本造園学会会長なども歴任。委員会委員は川崎市公共事業評価審査委員会委員、防災公園計画設計・管理運営ガイドライン改訂検討委員会委員
鎌倉市緑政審議会会長 他、多数。
東京都出身。

## 年譜
（出典）
- 1944年6月1日 - 東京都出身
- 1968年 - 東京大学農学部卒業
- 1972年 - 東京大学大学院農学系研究科博士課程単位取得退学 、東京大学農学部助手
- 1976年 - 農学博士（東京大学）
- 1979年 - 明治大学農学部専任講師
- 1981年 - 明治大学農学部助教授
- 1989年 - 明治大学農学部教授(平成27年まで)
- 2009年 - 財団法人都市緑化機構理事長
- 2013年 - 公益財団法人都市緑化機構代表理事・理事長

## 受賞歴
- 1979年 - 日本造園学会 学会賞(論文調査部門)
- 2008年 - 日本公園緑地協会 北村賞
- 2014年 - 日本緑化工学会 学会賞(功績賞)
- 2015年 - 日本造園学会 上原敬二賞
- 2016年 - 日本公園緑地協会 佐藤国際交流賞
- 2019年 - みどりの学術賞[1][6]。

## 著書
単著
- 建築空間の緑化手法：彰国社 1985年
- 環境をつくる花―都市環境と花 (自然の中の人間シリーズ―花と人間編)：農山漁村文化協会 2005

共著
- 緑と居住環境：古今書院 1984年
- 環境を創造する：日本放送出版協会 1985年
- 緑を創る植栽基盤―その整備手法と適応事例：農山漁村文化協会　1998
- 立体緑化による環境共生―その方法・技術から実施事例まで：ソフトサイエンス社 2005
- 造園学：朝倉書店 1986年
- 新訂芝生と緑化：ソフトサイエンス社 1988年

監修
- 屋上緑化設計・施工ハンドブック　特定非営利活動法人屋上緑化研究会 2009年